# Культура Новгородської області
Культура Новгородської області — комплекс матеріальних артефактів і нематеріальних уявлень про їхнє місце і значення в суспільному житті народонаселення Новгородської області Росії. Територія якої є однією зі споконвічних історико-культурних територій російської держави, що була одним з центрів державності східних слов'ян (кривичі, словени) у середньовічні часи та російської державності в ранньомодерні. Новгородщина, разом із сусідньою Псковщиною, відноситься до Новгород-Псковської землі — культурно-історичного регіону, західного форпосту Росії, чиє культурно-історичне життя тісно пов'язане із північноєвропейським, багатовікові торгові ворота у Північну і Західну Європу.
На території Новгородської області розташовано 684 заклади культури, з яких: 300 закладів культурного дозвілля (серед них 12 кінотеатрів), 326 бібліотек різного типу, 30 дитячих музичних шкіл та шкіл мистецтв, 11 музеїв, 2 театри.

## Історичні населені пункти
Історичні поселення Російської Федерації, що виникли на місці сільських поселень:
- IX—XI століть — Великий Новгород, Наволок, Волок;
- X—XI століть — Боровичі, Валдай, Медведь, Сольці, Стара Русса, Холм, Яжелбиці, Дем'янськ;
- XVI століття — Мошенське, Любитино, Передки;
- XVIII століття — Кончансько-Суворовське, Опеченський Посад, Крестці;
- XIX—XX століть — Кулотино.